# La Couyère
La Couyère är en kommun i departementet Ille-et-Vilaine i regionen Bretagne i nordvästra Frankrike. Kommunen ligger i kantonen Le Sel-de-Bretagne som tillhör arrondissementet Redon. År 2022 hade La Couyère 447 invånare.

## Befolkningsutveckling
Antalet invånare i kommunen La Couyère
Referens:INSEE